# Ewensk
Ewensk (russisch Эве́нск) ist eine Siedlung städtischen Typs in der Oblast Magadan (Russland) mit 1300 Einwohnern (Stand 1. Oktober 2021).

## Geographie
Die Siedlung liegt an der Najachan-Bucht an der Nordseite des Gischigabusens des Ochotskischen Meeres, bei der Mündung des Flusses Große Garmanda (Bolschaja Garmanda). Ewensk ist etwa 530 Kilometer Luftlinie in nordöstlicher Richtung vom Oblastverwaltungszentrum Magadan entfernt.
Ewensk ist Verwaltungszentrum des Rajons Sewero-Ewenski.

## Geschichte
An Stelle einer bestehenden ewenischen Fischersiedlung entwickelte sich der Ort seit den 1950er-Jahren, nachdem das 12 km westlich an der Mündung des gleichnamigen Flusses gelegene Dorf Najachan 1951 von einer Überschwemmung zerstört worden war und die Verwaltung des Rajons von dort verlegt wurde. Zugleich erfolgte die Umbenennung vom früheren Ortsnamen Bolschaja Garmanda (nach dem Fluss) auf die heutige, sich auf die ursprünglich dort vorwiegend lebende Ethnie der Ewenen beziehende Bezeichnung. 1962 wurde der Status einer Siedlung städtischen Typs verliehen.

### Bevölkerungsentwicklung
| Jahr | Einwohner |
| ---- | --------- |
| 1959 | 1370      |
| 1970 | 2456      |
| 1979 | 3905      |
| 1989 | 4862      |
| 2002 | 2182      |
| 2010 | 1793      |
| 2021 | 1300      |

Anmerkung:: Volkszählungsdaten

## Wirtschaft und Infrastruktur
Hauptwirtschaftszweig ist die Fischerei. In der Umgebung wird insbesondere von der indigenen Bevölkerung auch Rentierzucht und Jagd betrieben. Ewensk ist zudem logistischer Stützpunkt für den in bescheidenem Umfang im Rajon betriebenen Goldbergbau.
Feste Straßenverbindung nach Ewensk gibt es nicht; die Entfernung über nur in der Frostperiode befahrbare Pisten in das Oblastverwaltungszentrum Magadan beträgt 1420 km, fast das Dreifache der direkten Entfernung. Zwischen Ort und Fluss befindet sich ein kleiner Flughafen (Sewero-Ewensk, ICAO-Code UHMW) mit Verbindung nach Magadan. Ansonsten ist die Siedlung nur auf dem Seeweg zu erreichen.